# База (Француска)
База (фр. Bazas) је насељено место у Француској у региону Аквитанија, у департману Жиронда.
По подацима из 2011. године у општини је живело 4709 становника, а густина насељености је износила 126,28 становника/km².

## Демографија
| 1962. | 1968. | 1975. | 1982. | 1990. | 2011. |
| ----- | ----- | ----- | ----- | ----- | ----- |
| 4.453 | 4.567 | 4.748 | 4.704 | 4.379 | 4.709 |